# Van Hool A309
De Van Hool A309 is een klein type stadsbus van de Belgische fabrikant Van Hool. De bussen hebben twee deuren, een volledige lage vloer en een motor achteraan in de bus. Aanvankelijk was deze horizontaal geplaatst onder de vloer, tegenwoordig wordt hij verticaal geplaatst. Deze bussen werden al in 1993 ontwikkeld en gebouwd voor een bedrijf in Zwitserland, maar raakten daarna in de vergetelheid. Pas in 2003 werd op Busworld bekendgemaakt dat Van Hool in navolging van VDL Jonckheere weer een midibus ging ontwikkelen met 2 deuren, die de nieuwe Van Hool A309 zou worden genoemd. Tegenwoordig worden de bussen afgeleverd in een nieuw design en is de typeaanduiding newA309.
De A309 is 10 meter lang en 2,35 meter breed. De bus is minder breed dan een normale stadsbus. Dit maakt ze uitermate geschikt voor smalle straten. Van Hool bouwt ook de A308, een variant die een halve meter korter is, en een centrale motor heeft. De A309 heeft standaard in vergelijking met de A308 een deur in het midden in plaats van achterin, hoewel ook de A308 met een centrale tweede deur beschikbaar is. Dit is gedaan om voor een betere doorstroming te kunnen zorgen. Sinds 2010 wordt voor de Italiaanse markt een variant aangeboden met drie deuren.

## Technische specificaties
| Typeaanduiding         | A309                                                  | A309 Hyb                                              |
| ---------------------- | ----------------------------------------------------- | ----------------------------------------------------- |
| Bouwjaren              | 1993; 2003-2022                                       | 2011-2022                                             |
| Carrosserie            | Van Hool                                              | Van Hool                                              |
| Motor                  | Cummins ISBe 225 EEV Euro 5                           | Cummins ISBe 225 EEV Euro 5                           |
| Brandstoftank          | 200 L                                                 | 200 L                                                 |
| Versnellingsbak        | Automaat Voith ZF ECOMAT 4 (ECOLIFE in voorbereiding) | Automaat Voith ZF ECOMAT 4 (ECOLIFE in voorbereiding) |
| Vermogen               | 176 kW                                                | 176 kW                                                |
| Totale lengte          | 9 990 mm                                              | 9 990 mm                                              |
| Totale breedte         | 2 350 mm                                              | 2 400 mm                                              |
| Hoogte (excl. dakunit) | 3 100 mm                                              | 3 220 mm                                              |
| Wielbasis              | 4 700 mm                                              | 4 700 mm                                              |
| Vooroverbouw           | 2 400 mm                                              | 2 400 mm                                              |
| Achteroverbouw         | 2 890 mm                                              | 2 890 mm                                              |
| Instaphoogte           | 340 mm                                                | 340 mm                                                |
| Aantal zitplaatsen     | 19-23                                                 | 18                                                    |
| Aantal staanplaatsen   | 47-41                                                 | 52                                                    |
| Capaciteit             | ca. 70 personen                                       | ca. 70 personen                                       |

## Inzet
In België komt dit bustype voor bij zowel de nationale vervoersmaatschappijen als bij enkele pachters. Bij De Lijn kwam in 2004 de eerste reeks binnen van dit type. De Lijn had de wens om in plaats van een deur achter in de bus een deur in het midden van de bus. Daarom ontwikkelde de maatschappij samen met Van Hool deze bus en werd ze er ook de eerste afnemer van. Daarnaast rijden nog enkele pachters van De Lijn rond met de newA309.
Eind 2011 zullen er ook 8 stuks bij TEC gaan rijden. Hiervan gaan er 3 naar Namen (serie 4.260-4.262) en 5 naar Charleroi (nummers nog onbekend).

## Inzetgebieden
| Bedrijf               | Type       | Serie           | Aantal | Jaar        | Inzet                                                                                             | Opmerking                                                                                          |
| België                | België     | België          | België | België      | België                                                                                            | België                                                                                             |
| --------------------- | ---------- | --------------- | ------ | ----------- | ------------------------------------------------------------------------------------------------- | -------------------------------------------------------------------------------------------------- |
| B&C                   | newA309    | 105761          | 1      | 2006        | Stadsdienst Turnhout                                                                              | ex 101061, in de huisstijl van De Lijn                                                             |
| B&C                   | newA309    | 105862          | 1      | 2006        | Stadsdienst Turnhout                                                                              | ex 101062, in huisstijl van De Lijn, is overgegaan naar VBM                                        |
| B&C                   | newA309    | 105963          | 1      | 2006        | Stadsdienst Turnhout                                                                              | ex 101063, in huisstijl van De Lijn                                                                |
| B&C                   | newA309    | 105767-105768   | 2      | 2009        | Stadsdienst Turnhout                                                                              | In de huisstijl van De Lijn, zijn overgegaan naar VBM                                              |
| B&C                   | newA309    | 105869-105871   | 3      | 2009        | Stadsdienst Turnhout                                                                              | 105871 is overgegaan naar VBM, in huisstijl van De Lijn                                            |
| B&C                   | newA309    | 105972-105973   | 2      | 2009        | Stadsdienst Turnhout                                                                              | In de huisstijl van De Lijn                                                                        |
| De Lijn               | newA309    | 1163-1168       | 6      | 2006        | Stadsdienst Mechelen                                                                              | Gehuurd van Oostmalle Cars                                                                         |
| De Lijn               | newA309    | 4664-4707       | 44     | 2003-2004   | Verschillende regio's                                                                             | |
| De Lijn               | newA309    | 4964-4979       | 16     | 2005-2006   | Verschillende regio's                                                                             | |
| De Lijn               | newA309    | 5276-5306       | 31     | 2007-2008   | Verschillende regio's                                                                             | |
| De Lijn               | newA309    | 5334-5347       | 2      | 2008-2009   | Limburg                                                                                           | |
| De Lijn               | newA309Hyb | 5958-5975       | 18     | 2014        | Brugge (10) en Hasselt (8)                                                                        | |
| De Lijn               | newA309Hyb | 2447-2482       | 36     | 2020        |                                                                                                   | |
| Oostmalle Cars        | newA309    | 101101-101104   | 4      | 2006        | Stadsdienst Turnhout                                                                              | In de huisstijl van De Lijn Niet meer in dienst 101101, 101103 en 101104 zijn verhuurd aan De Lijn |
| Oostmalle Cars        | newA309    | 101201-101203   | 3      | 2006        | Stadsdienst Turnhout                                                                              | In de huisstijl van De Lijn Niet meer in dienst Verhuurd aan De Lijn                               |
| TEC                   | newA309    | 3171-3195       | 25     | 2014        | Henegouwen 14 bussen rijden op de stadsdienst van Doornik 9 bussen rijden op de Mons Intra Muros. | Stromen in de loop van 2014-2015 in.                                                               |
| TEC                   | newA309    | 4.260-4.262     | 3      | 2012        | Namen                                                                                             | |
| TEC                   | newA309    | 6950-6953       | 4      | 2015        | Waals-Brabant                                                                                     | Rijden op de pendeldiensten (Navette RER) van Terhulpen, Genval en Rixensart                       |
| TEC                   | newA309    | 7361-7366       | 6      | 2011-2012   | Charleroi                                                                                         | |
| VBM                   | newA309    | 100407-100410   | 4      | 2006 / 2009 | Stadsdienst Mol                                                                                   | Voormalig B&C 105862, 105767, 105768 en 105871 (in die volgorde)                                   |
| Luxemburg             |            |                 |        |             |                                                                                                   | |
| Autocars Emile Frisch | newA309    | 1205            | 1      | 2013        | Luxemburg                                                                                         | |
| Autocars Emile Frisch | newA309    | 1210            | 1      | 2005        | Luxemburg                                                                                         | |
| Frisch Rammerech      | newA309    | SL3093-SL3094   | 2      | 2005-2007   | Luxemburg                                                                                         | |
| Frisch Rammerech      | newA309    | SL3133          | 1      | 2005-2007   | Luxemburg                                                                                         | |
| Frisch Rammerech      | newA309    | SL3135-SL3136   | 2      | 2005-2007   | Luxemburg                                                                                         | |
| Ross Tratten          | newA309    | SL3095, SL3132, | 2      | 2005-2006   | Luxemburg                                                                                         | |
| Sales-Lentz           | newA309    | SL3093-SL3095   | 3      | ??          | Luxemburg                                                                                         | Diffbus-uitvoering                                                                                 |